# Аль-Кариа
Аль-Ка́ри’а (араб. القارعة — Сокрушающая беда) — сто первая сура Корана. Сура мекканская.  Состоит из 11 аятов.

## Содержание
Сура начинается с устрашения сокрушающей бедой (аль-кариа — القارعة), которая громко и сильно ударит по слуху людей и оглушит их. Затем в суре говорится о некоторых событиях, которые произойдут в День воскресения с людьми и горами. В ней особое внимание уделено рассказу о людях, чья чаша добрых деяний опустится вниз, и о людях, чья чаша весов окажется легче.

 Великое бедствие (День воскресения)! ۝ Что такое Великое бедствие (День воскресения)? ۝ Откуда ты мог знать, что такое Великое бедствие (День воскресения)? ۝ В тот день люди будут подобны рассеянным мотылькам, ۝ а горы будут подобны расчёсанной шерсти. ۝ Тогда тот, чья чаша Весов окажется тяжёлой, ۝ обретёт приятную жизнь. ۝ Для того же, чья чаша Весов окажется лёгкой, ۝ матерью станет Пропасть (грешники будут искать убежище в Аду, подобно тому, как ребёнок ищет убежище у своей матери; или грешники будут падать в Адскую Пропасть вниз головой). ۝ Откуда ты мог знать, что это такое? ۝ Это - Жаркий Огонь!
—  101:1—11 (Кулиев)